# Campeonato Potiguar 2024
In 2024 werd het 105de Campeonato Potiguar gespeeld voor voetbalclubs uit de Braziliaanse staat Rio Grande do Norte. De competitie werd georganiseerd door de FNF en werd gespeeld van 10 januari tot 14 april. América de Natal werd kampioen.

## Eerste toernooi

### Eerste fase

#### Groep A
| Plaats | Club                | Wed. | W | G | V | Saldo | Ptn. |
| ------ | ------------------- | ---- | - | - | - | ----- | ---- |
| 1.     | América de Natal    | 6    | 4 | 2 | 0 | 15:2  | 14   |
| 2.     | Santa Cruz de Natal | 6    | 3 | 3 | 0 | 10:3  | 12   |
| 3.     | Globo               | 6    | 1 | 1 | 4 | 3:19  | 4    |
| 4.     | Potyguar Seridoense | 6    | 1 | 0 | 5 | 5:9   | 3    |

|  | Geplaatst voor tweede fase |

#### Groep B
| Plaats | Club                | Wed. | W | G | V | Saldo | Ptn. |
| ------ | ------------------- | ---- | - | - | - | ----- | ---- |
| 1.     | ABC                 | 6    | 5 | 1 | 0 | 14:3  | 16   |
| 2.     | Baraúnas            | 6    | 3 | 0 | 3 | 7:7   | 9    |
| 3.     | Potiguar de Mossoró | 6    | 2 | 0 | 4 | 9:9   | 6    |
| 4.     | Força e Luz         | 6    | 1 | 1 | 4 | 4:15  | 4    |

### Tweede fase
|  | Halve finale        | Halve finale |       |  | Finale           | Finale |  |
|  |                     |              |       |  |                  |        |  |
|  |                     |              |       |  |                  |        |  |
|  | América de Natal    | 3            |       |  |                  |        |  |
|  | Baraúnas            | 0            |       |  |                  |        |  |
|  |                     |              |       |  |                  |        |  |
|  |                     |              |       |  |                  |        |  |
|  |                     |              |       |  | América de Natal | 0 (4)  |  |
|  |                     | ABC          | 0 (2) |  |                  |        |  |
|  |                     |              |       |  |                  |        |  |
|  |                     |              |       |  |                  |        |  |
|  |                     |              |       |  |                  |        |  |
|  |                     |              |       |  |                  |        |  |
|  | ABC                 | 2 (4)        |       |  |                  |        |  |
|  | Santa Cruz de Natal | 2 (2)        |       |  |                  |        |  |

## Tweede toernooi

### Eerste fase

#### Groep A
| Plaats | Club                | Wed. | W | G | V | Saldo | Ptn. |
| ------ | ------------------- | ---- | - | - | - | ----- | ---- |
| 1.     | Santa Cruz de Natal | 4    | 2 | 1 | 1 | 6:5   | 7    |
| 2.     | América de Natal    | 4    | 1 | 3 | 0 | 5:2   | 6    |
| 3.     | Potyguar Seridoense | 4    | 0 | 2 | 2 | 5:9   | 2    |
| 4.     | Globo               | 4    | 0 | 2 | 2 | 1:6   | 2    |

|  | Geplaatst voor tweede fase |

#### Groep B
| Plaats | Club                | Wed. | W | G | V | Saldo | Ptn. |
| ------ | ------------------- | ---- | - | - | - | ----- | ---- |
| 1.     | Potiguar de Mossoró | 4    | 3 | 1 | 0 | 7:3   | 10   |
| 2.     | ABC                 | 4    | 0 | 3 | 1 | 2:3   | 3    |
| 3.     | Baraúnas(1)         | 4    | 2 | 2 | 0 | 9:3   | 2    |
| 4.     | Força e Luz         | 4    | 0 | 2 | 2 | 4:8   | 2    |

(1): Baraúnas kreeg zes strafpunten voor het opstellen van een speler die eigenlijk geschorst was door gele kaarten.

### Tweede fase
|  | Halve finale        | Halve finale     |   |  | Finale              | Finale |  |
|  |                     |                  |   |  |                     |        |  |
|  |                     |                  |   |  |                     |        |  |
|  | Santa Cruz de Natal | 2                |   |  |                     |        |  |
|  | ABC                 | 0                |   |  |                     |        |  |
|  |                     |                  |   |  |                     |        |  |
|  |                     |                  |   |  |                     |        |  |
|  |                     |                  |   |  | Santa Cruz de Natal | 0      |  |
|  |                     | América de Natal | 1 |  |                     |        |  |
|  |                     |                  |   |  |                     |        |  |
|  |                     |                  |   |  |                     |        |  |
|  |                     |                  |   |  |                     |        |  |
|  |                     |                  |   |  |                     |        |  |
|  | Potiguar de Mossoró | 1                |   |  |                     |        |  |
|  | América de Natal    | 3                |   |  |                     |        |  |

## Totaalstand
| Plaats | Club                | Wed. | W | G | V | Saldo | Ptn. |
| ------ | ------------------- | ---- | - | - | - | ----- | ---- |
| 1.     | América de Natal    | 14   | 8 | 6 | 0 | 27:5  | 30   |
| 2.     | Santa Cruz de Natal | 13   | 6 | 5 | 2 | 20:11 | 23   |
| 3.     | ABC                 | 13   | 5 | 6 | 2 | 18:10 | 21   |
| 4.     | Potiguar de Mossoró | 11   | 5 | 1 | 5 | 17:15 | 16   |
| 5.     | Baraúnas(1)         | 11   | 5 | 2 | 4 | 16:13 | 11   |
| 6.     | Força e Luz         | 10   | 1 | 3 | 6 | 8:23  | 6    |
| 7.     | Globo               | 10   | 1 | 3 | 6 | 4:25  | 6    |
| 8.     | Potyguar Seridoense | 10   | 1 | 2 | 7 | 10:18 | 5    |

(1): Baraúnas kreeg zes strafpunten voor het opstellen van een speler die eigenlijk geschorst was door gele kaarten.
|  | Kampioen, geplaatst voor Copa do Brasil 2025 en de Série D 2025     |
|  | Vicekampioen, geplaatst voor Copa do Brasil 2025 en de Série D 2025 |
|  | Degradatie                                                          |

## Kampioen
| Campeonato Potiguar de 2024           |
| Rio Grande do Norte                   |
| ------------------------------------- |
| AMÉRICA DE NATAL Kampioen (38° titel) |

1919 · 1920 · 1921 · 1922 · 1923 · 1924 · 1925 · 1926 · 1927 · 1928 · 1929 · 1930 · 1931 · 1932 · 1933 · 1934 · 1935 · 1936 · 1937 · 1938 · 1939 · 1940 · 1941 · 1942 · 1943 · 1944 · 1945 · 1946 · 1947 · 1948 · 1949 · 1950 · 1951 · 1952 · 1953 · 1954 · 1955 · 1956 · 1957 · 1958 · 1959 · 1960 · 1961 · 1962 · 1963 · 1964 · 1965 · 1966 · 1967 · 1968 · 1969 · 1970 · 1971 · 1972 · 1973 · 1974 · 1975 · 1976 · 1977 · 1978 · 1979 · 1980 · 1981 · 1982 · 1983 · 1984 · 1985 · 1986 · 1987 · 1988 · 1989 · 1990 · 1991 · 1992 · 1993 · 1994 · 1995 · 1996 · 1997 · 1998 · 1999 · 2000 · 2001 · 2002 · 2003 · 2004 · 2005 · 2006 · 2007 · 2008 · 2009 · 2010 · 2011 · 2012 · 2013 · 2014 · 2015 · 2016 · 2017 · 2018 · 2019 · 2020 · 2021 · 2022 · 2023 · 2024